# Claire Moore
Claire Mooore (Over Hulton, 2 gennaio 1960) è un soprano e attrice inglese, nota soprattutto come interprete di musical nel West End di Londra.

## Biografia
Debuttò sulle scene londinesi nel 1982, in un revival del musical Camelot con Richard Harris nel ruolo di Re Artù. Nel 1993 sostituì Ellen Greene nella produzione originale londinese de La piccola bottega degli orrori, mentre dal 1986 comincia a recitare nella produzione originale del Fantasma dell'Opera di Andrew Lloyd Webber. Inizialmente era la sostituta di Sarah Brightman per il ruolo principale di Christine Daaé, per poi recitare stabilmente in due repliche a settimana nel 1987 e infine rimpiazzare definitivamente la Brightman dopo che lasciò la produzione londinese per unirsi al cast del debutto del musical a Broadway nel 1988. Nel 1989 recita in un altro grande successo del West End, Miss Saigon, in cui compare nel cast originale insieme con Lea Salonga, Jonathan Pryce e Simon Bowman.
Nel 1990 recita a Chichester con Mandy Patinkin nel musical Born Again, mentre nel 1992 recita con Diana Rigg nella produzione originale della rivista di Stephen Sondheim Putting It Together, in scena ad Oxford. Nel 1993 torna sulle scene londinesi con il musical Les Misérables, in cui interpretava Fantine e cantava uno dei brani più famosi del musical, I Dreamed a Dream. Sempre negli anni novanta recita e canta in due allestimenti concertistici di musical di grande successo: The Music Man nel 1995 e la produzione del ventesimo anniversario di A Chorus Line nel 1996, con Donna McKechnie e David Soul. Nel 2000 recita in una replica a settimana al posto di Elaine Paige nel revival londinese di The King and I, avendo così l'opportunità di interpretare l'iconico ruolo di Anna Leonowens accanto al Re del Siam di Jason Scott Lee. Nel 2004 e nel 2005 torna a recita in Les Misérables, questa volta nel ruolo della perfida Madame Thénardier.
Dal 2006 al 2008 lavora come vocal coach per i talent show di Andrew Lloyd Webber How Do You Solve a Problem Like Maria? (2006), Any Dream Will Do (2007) e I'd do Anything (2008); svolge lo stesso compito nel 2010, con il talent show Over the Rainbow. All'attiva di vocal coach continua affiancare quella di attrice teatrale e recita nei musical Follies (2006) e London Road (2011), oltre che nei drammi Il giardino dei ciliegi, Il vero ispettore Hound e La duchessa di Amalfi in scena al Royal National Theatre. Nel 2013 prende parte ai festeggiamenti per il cinquantesimo anniversario del Royal National Theatre in uno speciale gala in cui recita a fianco ad attori del calibro di Judi Dench, Maggie Smith, Michael Gambon, Ralph Fiennes e Benedict Cumberbatch. Nel 2017 torna sulle scene del West End con il musical The Girls e per la sua performance viene candidata al Laurence Olivier Award alla migliore attrice in un musical. Nel 2019 torna a recitare al Royal National Theatre nel musical Follies con Joanna Riding, già sua collega in The Girls; nello stesso anno interpreta Miss Smythe nel revival del West End di Mary Poppins.